# 巨椋神社

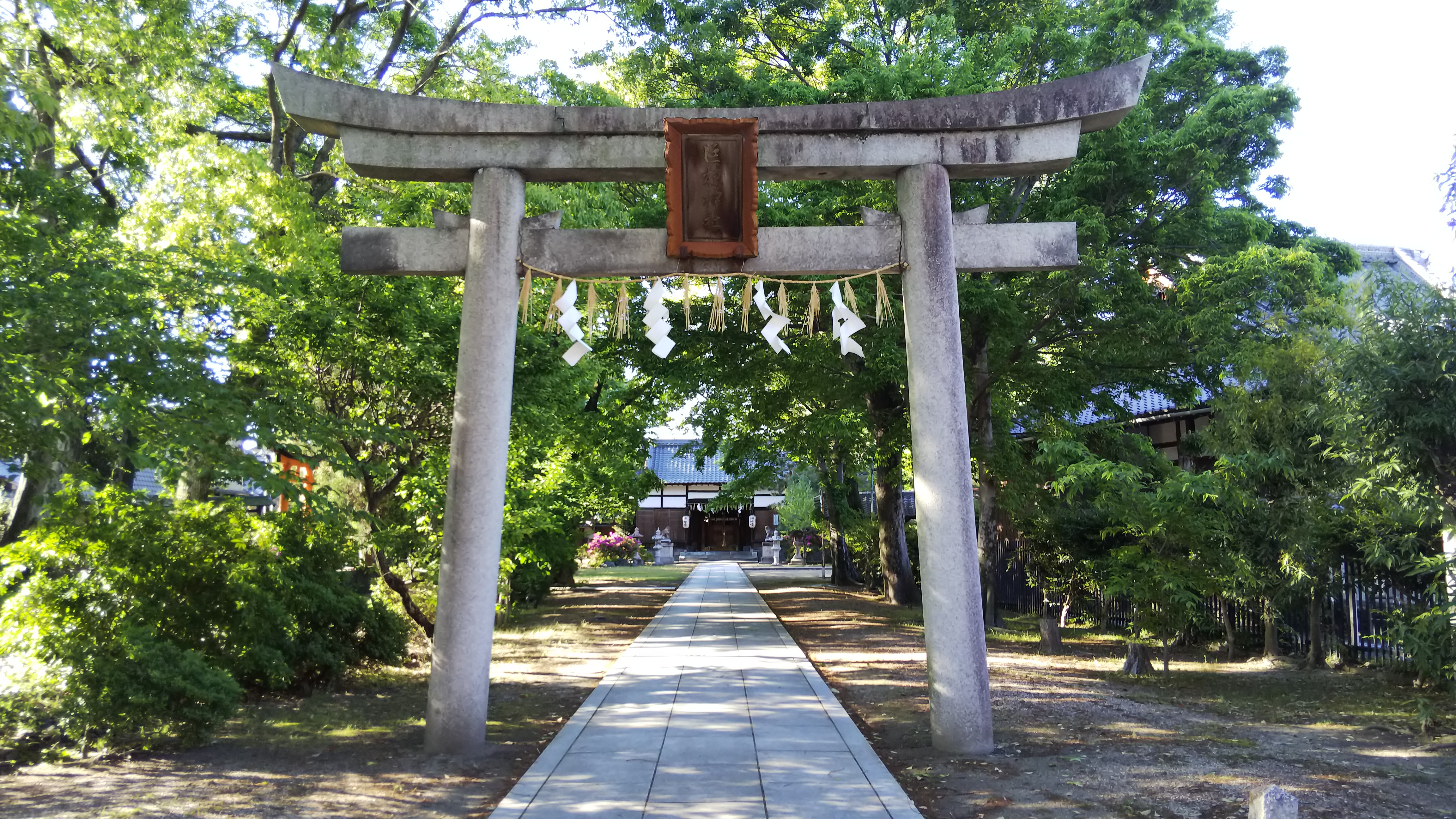
鳥居

巨椋神社（おぐらじんじゃ）は、京都府宇治市小倉町寺内にある神社である。式内小社で、旧社格は村社。
古代氏族巨椋連の氏神と考えられており、巨椋連が祖神を祀ったのに始まると言われる神社である。

## 祭神
- 武甕槌神（たけみかづちのかみ）
- 経津主神（ふつぬしのかみ）
- 天児屋根神（あめのこやねのかみ）
- 姫大神（ひめのおおかみ）
- 小倉地域の産土神

## 歴史

### 創建
社伝によると、嵯峨天皇の勅命により創祀されたというが、実際は古代氏族の巨椋連が祖神を祀ったことによる創祀と考えられる。巨椋連は『新撰姓氏録』神別に記載されている古代氏族である。

### 概史
平安末期に藤原氏の祀るところとなり、春日系の神社となり、近世まで春日神社と呼ばれた。境内社に子守神社 (宇治市)がある。もとは小倉町春日森にあったが、後に現在地に移建した。

## 境内
境内には、樹齢が七、八百年を下らないと言われる巨大なムクノキやエノキがある。

### 子守神社

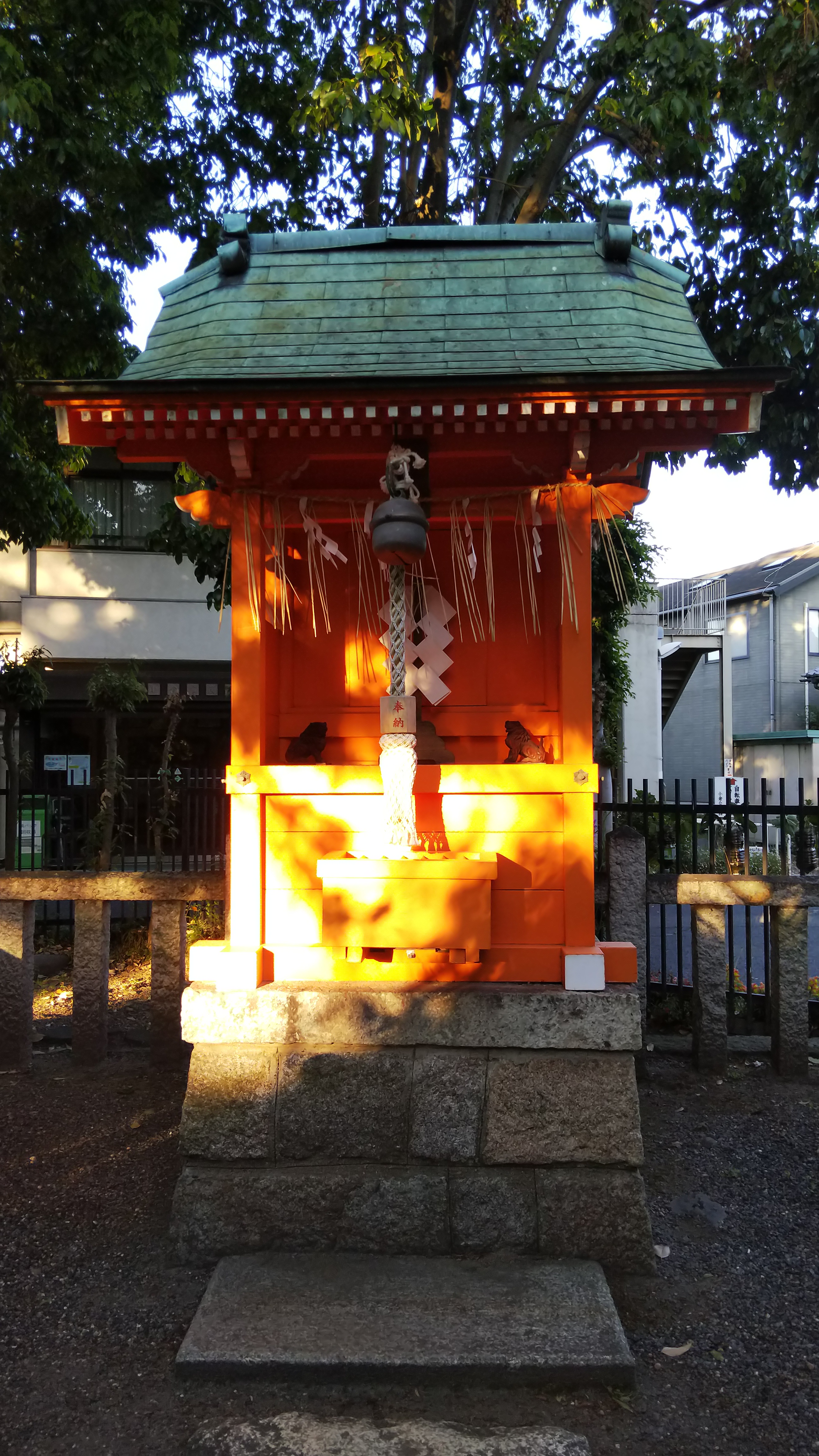
子守神社本殿

#### 祭神
蛭子神（ひるこのかみ）
天磐樟船神（あめのいわくすぶねのかみ）

#### 歴史
子どもを襲った三羽の大鷲を退治した惟喬親王が河内から帰る途中、小倉の地に神祠をつくった。以来、子どもの守り神、すなわち「子守神社」としてあがめられるにいたった。現在は、本社である巨椋神社が子守神社であるかのように認識されがちであるが、子守神社は巨椋神社の境内社として別に存在している。

### 玉露製茶発祥の碑
境内には山本嘉兵衛の玉露誕生の逸話に因んだ「玉露製茶発祥の碑」がある。

## ギャラリー

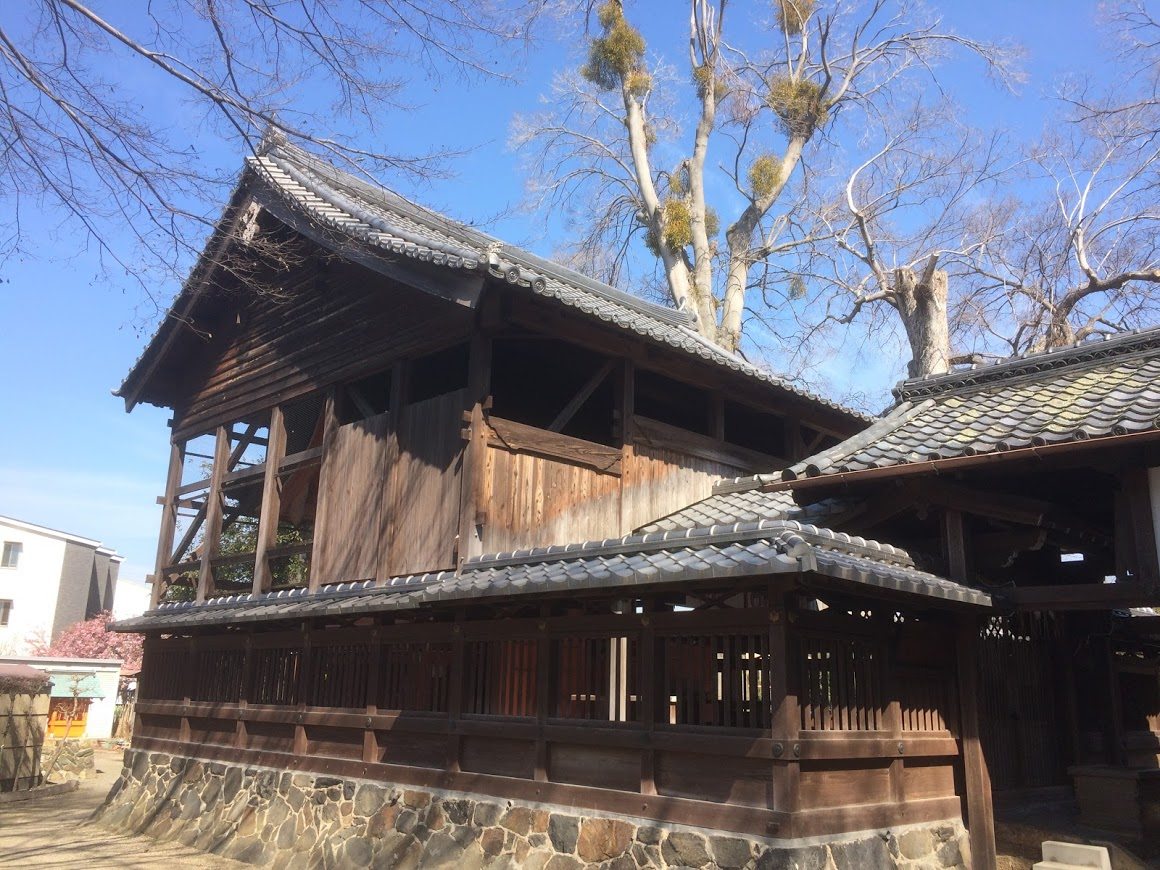
覆殿（内部に本殿）
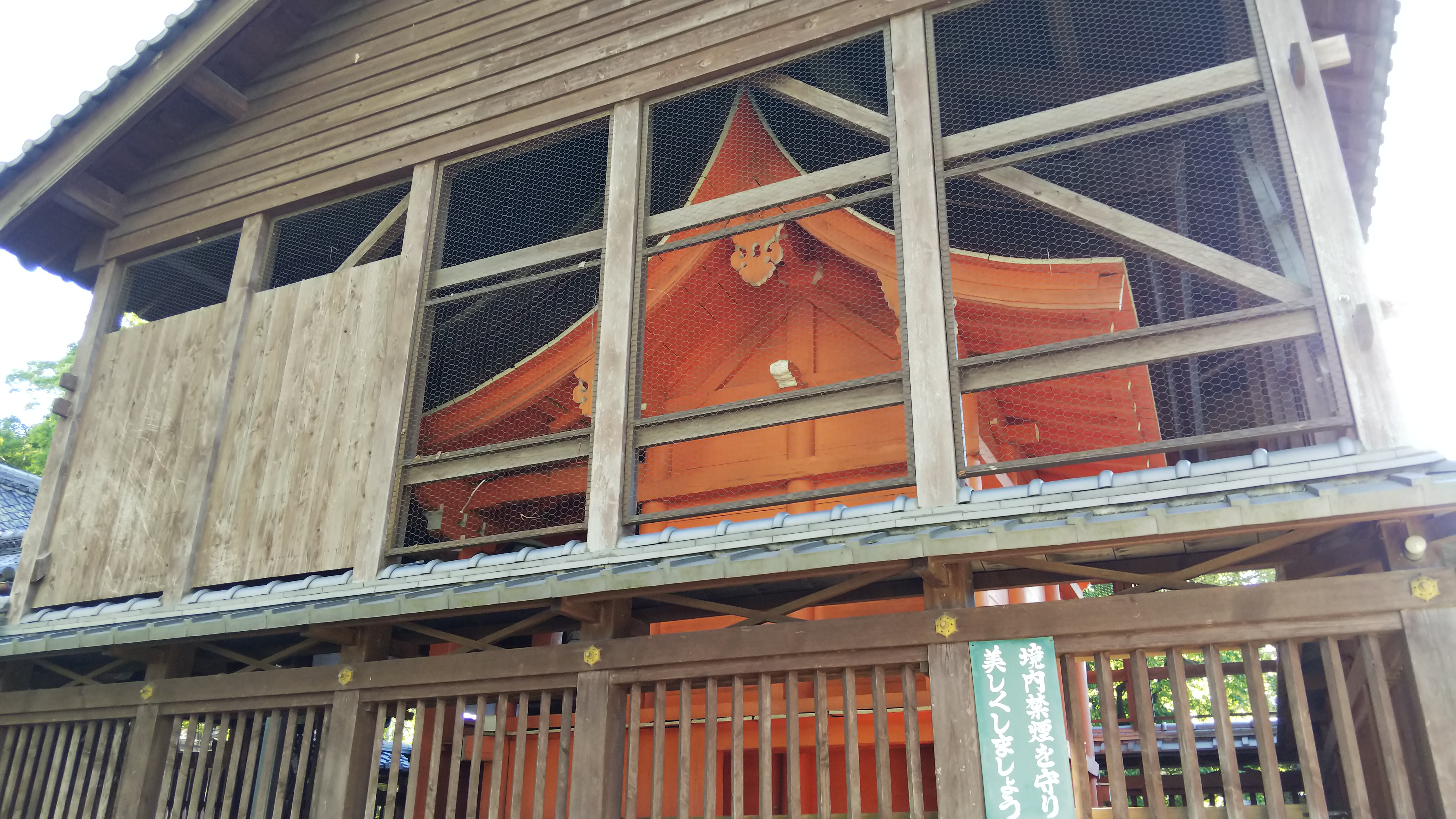
本殿
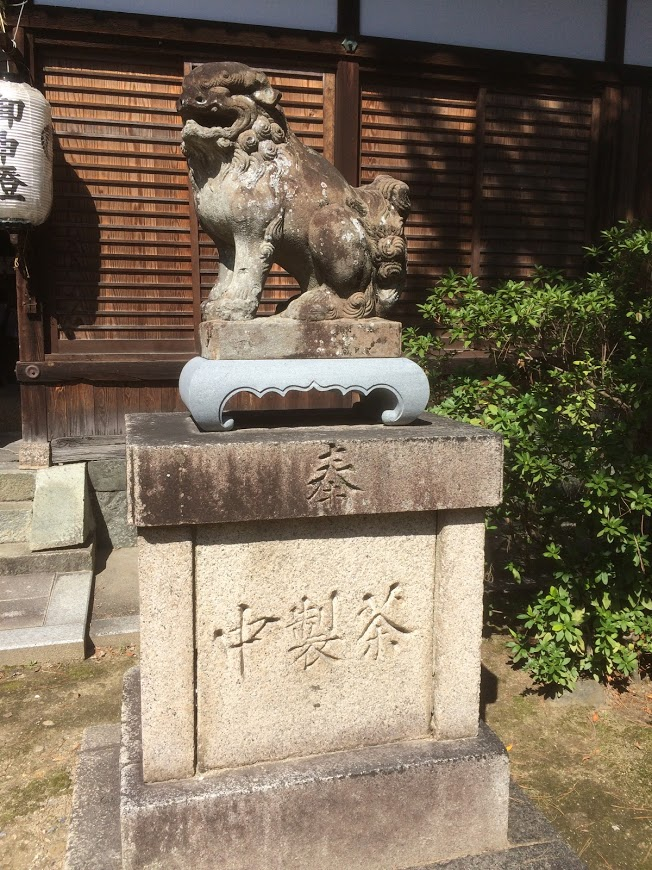
巨椋神社狛犬
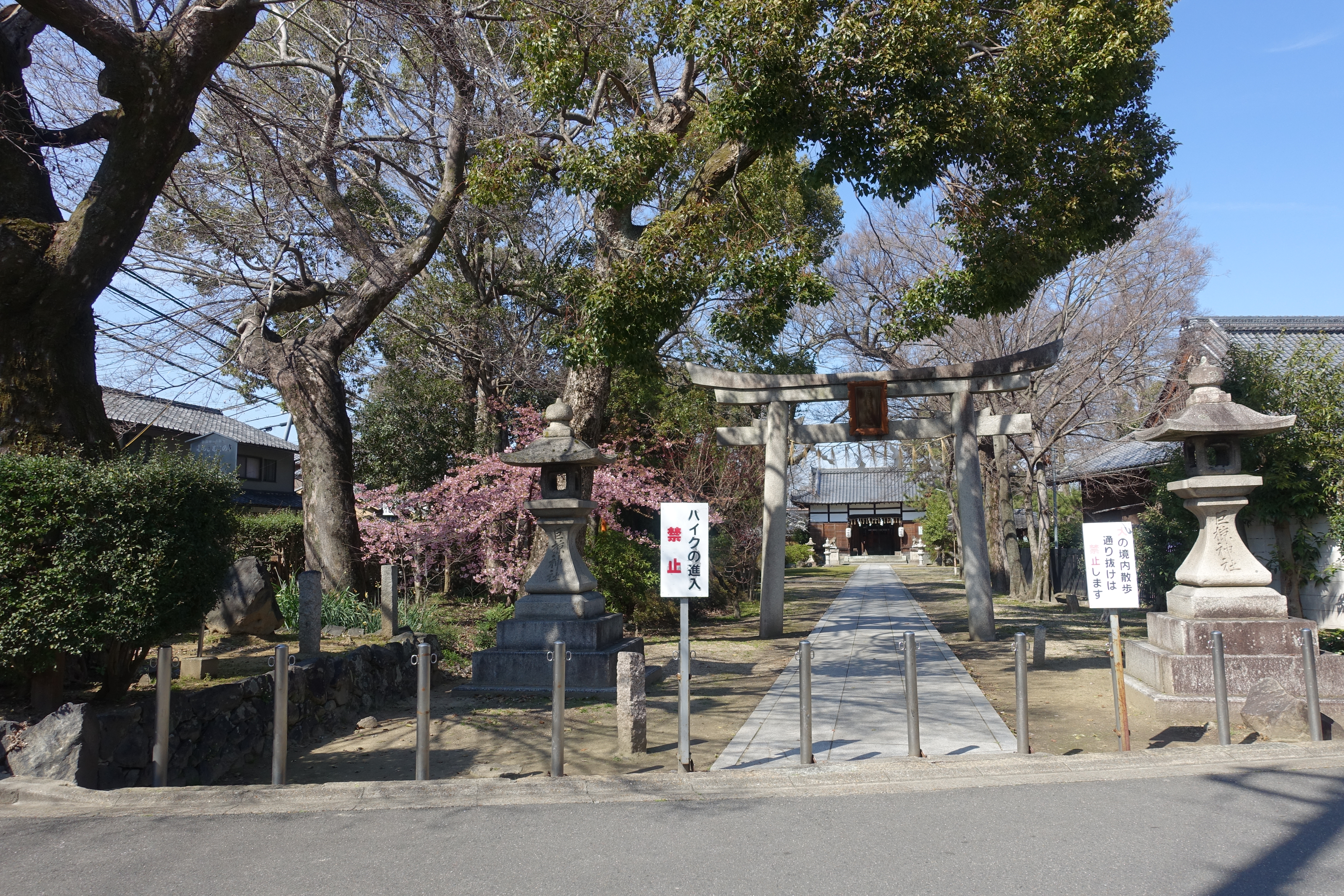
巨椋神社の境内・鳥居
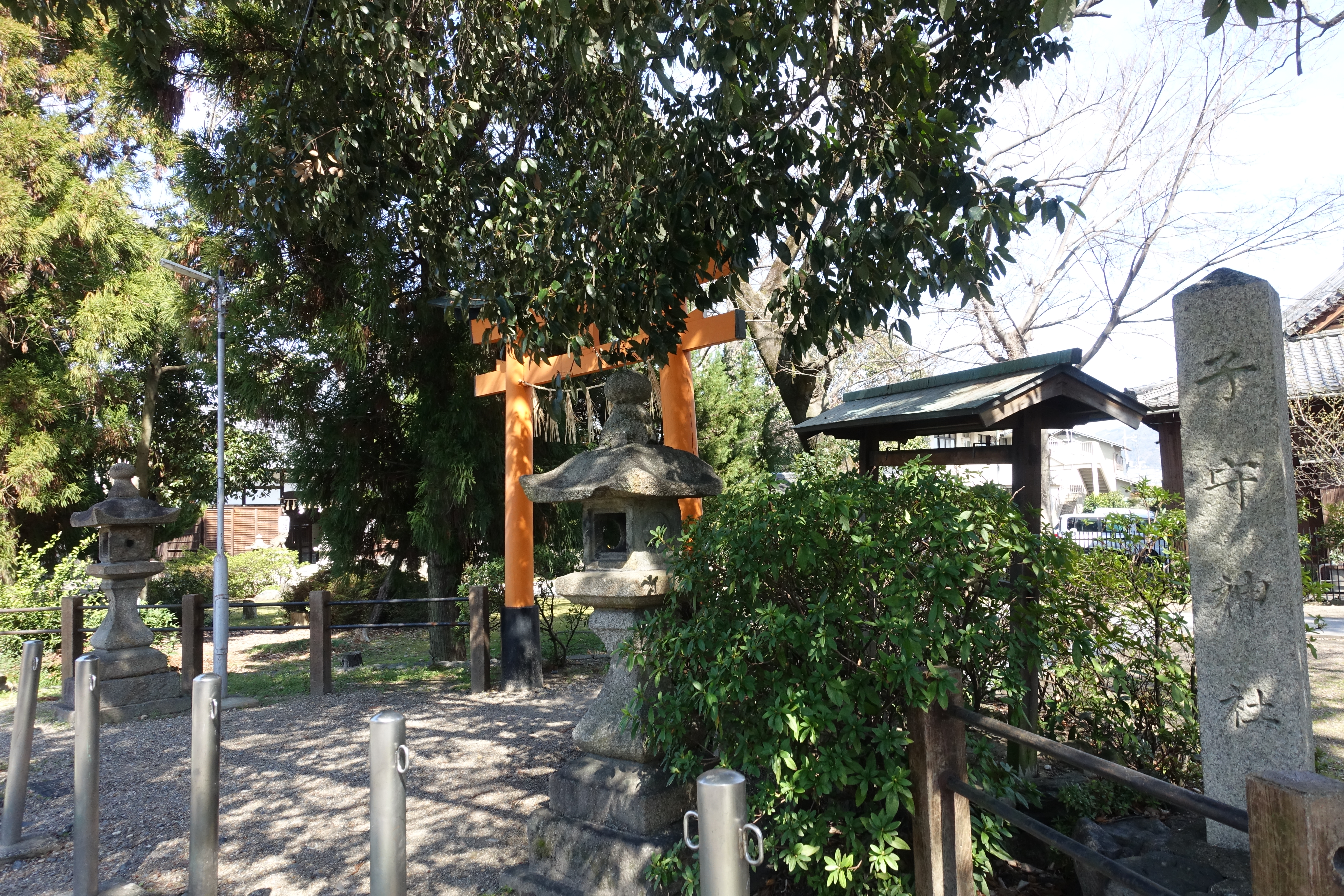
子守神社の鳥居

## 所在地
京都府宇治市小倉町寺内31

### アクセス
- 近鉄京都線 小倉駅下車、北東へ徒歩約10分。
- JR奈良線 JR小倉駅下車、北へ徒歩約14分。